# 1147
| [ Edytuj tabelę ]          |                                                                              |
| Książę Małopolski          | - 1146 Bolesław IV Kędzierzawy 1173                                          |
| Książę Wielkopolski        | - 1138 Mieszko III Stary 1177                                                |
| Król Angkoru               | - 1113 Surjawarman II 1150                                                   |
| Król Anglii                | - 1135 Stefan z Blois 1154                                                   |
| Król Aragonii              | - 1137 Petronela Aragońska 1164                                              |
| Hrabia Barcelony           | - 1131 Rajmund Berengar IV Święty 1162                                       |
| Książę Bawarii             | - 1141 Henryk XI Jasomirgott 1156                                            |
| Margrabia Brandenburgii    | - 1144 Albrecht Niedźwiedź 1170                                              |
| Książę Burgundii           | - 1143 Eudes II 1162                                                         |
| Cesarz Bizancjum           | - 1143 Manuel I Komnen 1180                                                  |
| Cesarz Chin                | - 1127 Song Gaozong 1162                                                     |
| Książę Czech               | - 1140 Władysław II 1172                                                     |
| Król Danii                 | - 1146 Kanut V 1157 - 1146 Swen III Grade 1157                               |
| Władca Egiptu              | - 1130 Al-Hafiz 1149                                                         |
| Król Francji               | - 1137 Ludwik VII Młody 1180                                                 |
| Król Gruzji                | - 1125 Dymitr I 1156                                                         |
| Hrabia Holandii            | - 1121 Dirk VI 1157                                                          |
| Cesarz Japonii             | - 1141 Konoe 1155                                                            |
| Kalif                      | - 1136 Al-Muqtafi 1160                                                       |
| Król Kastylii              | - 1126 Alfons VII 1157                                                       |
| Wielki książę Kijowa       | - 1146 Izjasław II Pantelejmon 1154                                          |
| Patriarcha Konstantynopola | - 1146 Kosma II Attykos 1147 - 1147 Mikołaj IV Muzalon 1151                  |
| Władca Korei               | - 1146 Ŭijong 1170                                                           |
| Kalif Maroka               | - 1147 Abd al-Mumin 1163                                                     |
| Państwo Almorawidów        | - 1145 Ishak ibn Ali 1147                                                    |
| Król Nawarry               | - 1134 Garcia IV 1150                                                        |
| Król Norwegii              | - 1136 Inge I Garbaty 1161 - 1136 Sigurd II Gęba 1155 - 1142 Eystein II 1157 |
| Książę Obodrzyców          | - 1131 Niklot 1160                                                           |
| Hrabia Palatynatu          | - 1142 Herman III von Stahleck 1155                                          |
| Papież                     | - 1145 Eugeniusz III 1153                                                    |
| Król Portugalii            | - 1139 Alfons I 1185                                                         |
| Sułtan Rumu                | - 1116 Masud I 1156                                                          |
| Książę Rusi halickiej      | - 1141 Władymirko 1153                                                       |
| Książę Saksonii            | - 1142 Henryk Lew 1180                                                       |
| Sułtan Wielkich Seldżuków  | - 1118 Ahmad Sandżar 1157                                                    |
| Król Szkocji               | - 1124 Dawid I Szkocki 1153                                                  |
| Król Szwecji               | - 1130 Swerker I Starszy 1156                                                |
| Doża Wenecji               | - 1130 Pietro Polani 1148                                                    |
| Król Węgier                | - 1141 Gejza II 1161                                                         |

Rok 1147 / MCXLVII
stulecia: XI wiek ~
XII wiek ~
XIII wiek

lata: 1137 «
1142 «
1143 «
1144 «
1145 «
1146 «
1147
» 1148
» 1149
» 1150
» 1151
» 1152
» 1157

## Wydarzenia w Polsce
- Wyprawa księcia Bolesława IV Kędzierzawego do Prus.

## Wydarzenia na świecie
- 4 kwietnia:
  - pierwsza kronikarska wzmianka o Moskwie.
  - Fryderyk I Barbarossa został księciem Szwabii.
- 26 czerwca – flota Obodrzyców pod wodzą Niklota zajęła Lubekę.
- 28 czerwca – rekonkwista: wojska chrześcijańskie rozpoczęły 4-miesięczne oblężenie Lizbony, zakończone wyzwoleniem miasta spod panowania Maurów.
- 24 października – król Portugalii Alfons I Zdobywca odbił Lizbonę z rąk muzułmańskich.
- 25 października – II wyprawa krzyżowa: w bitwie pod Doryleum armia seldżucka pokonała wojska króla niemieckiego Konrada III.
- Król niemiecki Konrad III wyruszył na wyprawę krzyżową do Palestyny, gdzie utworzone po pierwszej krucjacie Królestwo Jerozolimskie zaczęło doznawać klęsk od muzułmanów. Do Palestyny udał się również król Francji Ludwik VII Młody.
- Krucjata połabska – krucjata rycerstwa niemieckiego na Słowian połabskich.
- Normanowie opanowali i spustoszyli Korfu oraz miasta greckie Korynt i Teby.

## Urodzili się
- Taira no Munemori – japoński  daimyō, przywódca rodu Taira, dowódca w wojnie Genpei
- Yoritomo Minamoto – japoński  siogun

## Zmarli
- 13 stycznia – Robert de Craon, drugi wielki mistrz zakonu templariuszy.
- Igor II z Kijowa